# Baldovec

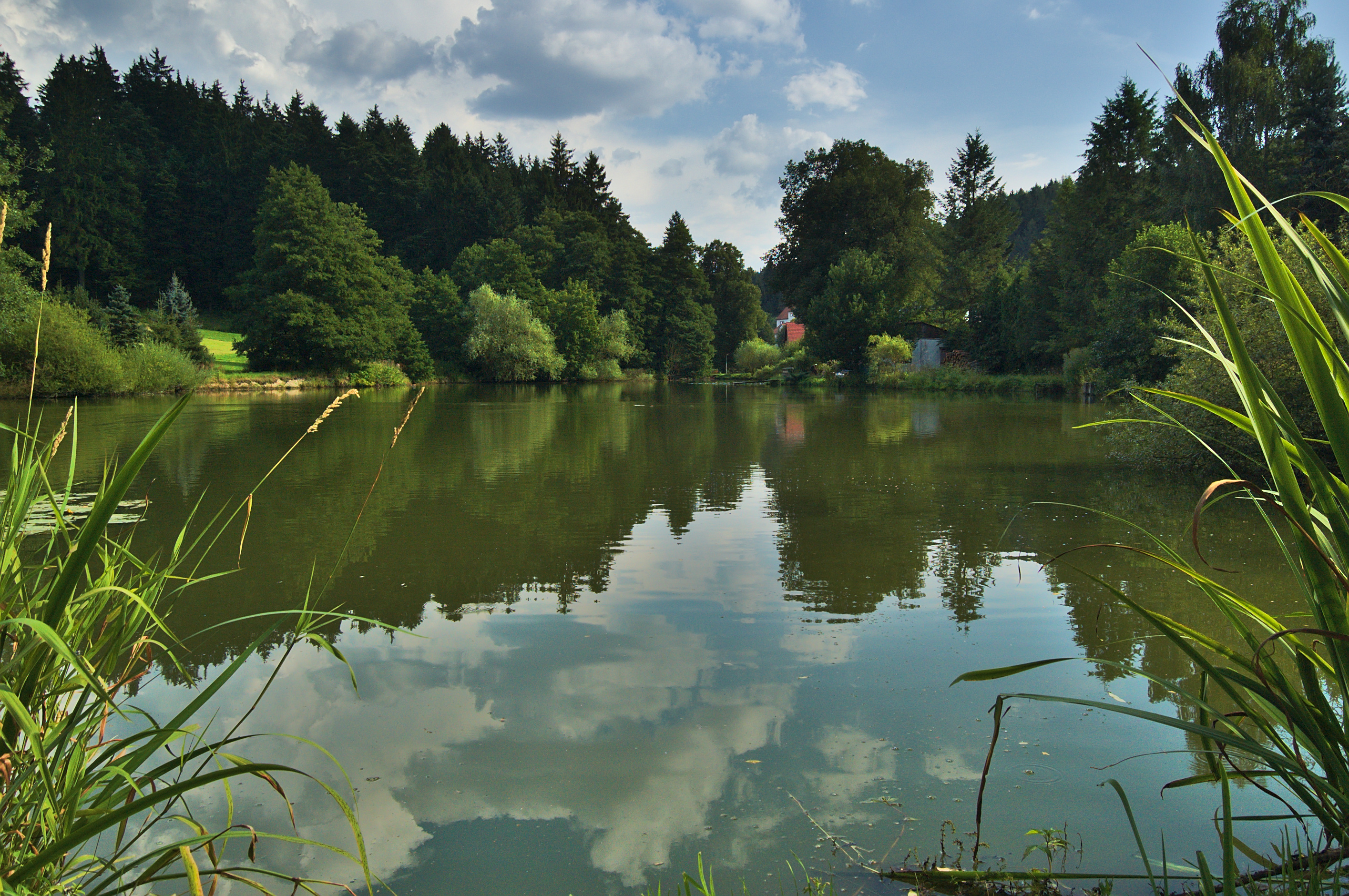
Teich in Baldovec

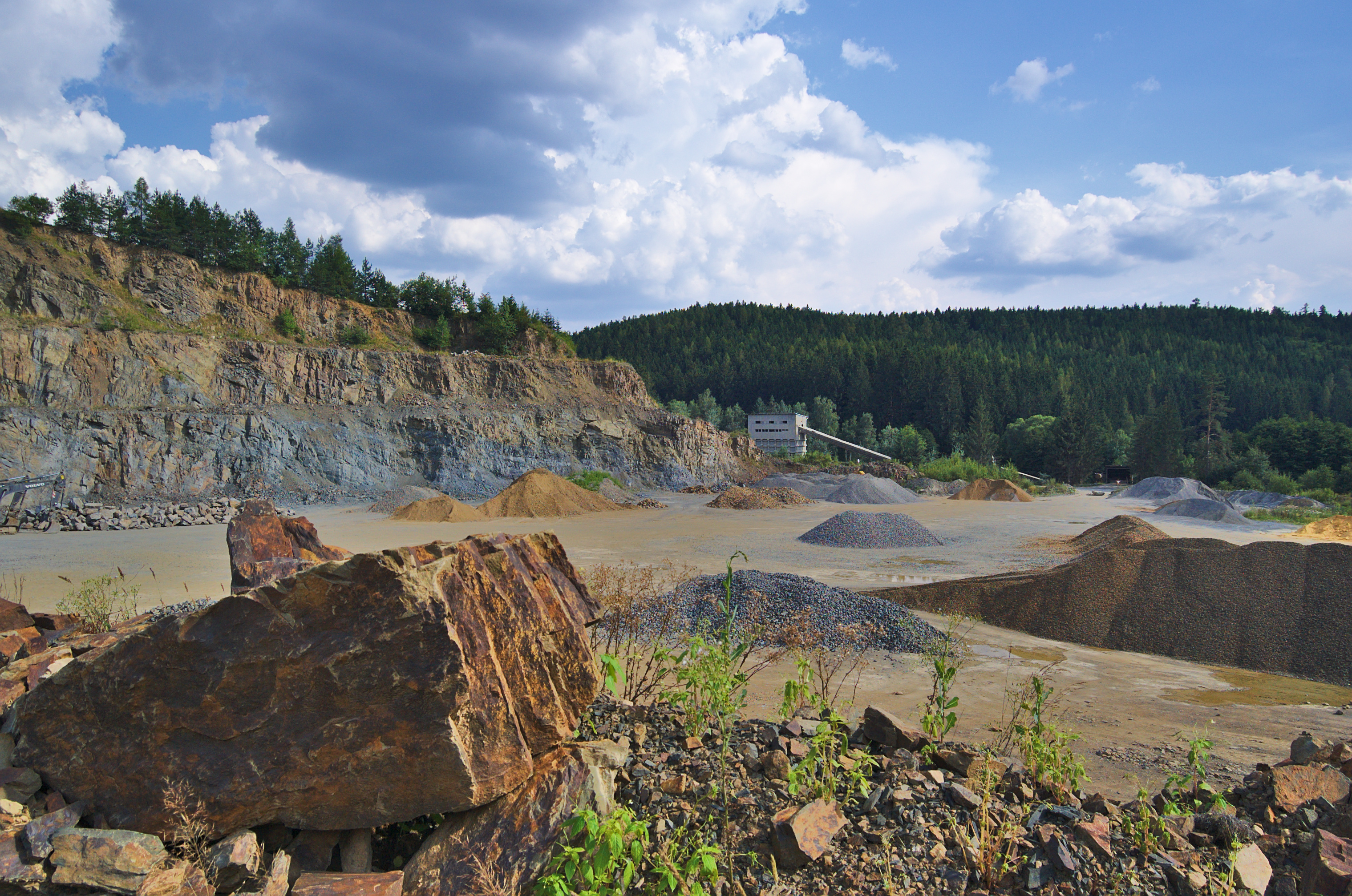
Steinbruch

Baldovec (deutsch Baldowetz) ist ein Ortsteil der Gemeinde Rozstání in Tschechien. Er liegt 16 Kilometer südwestlich von Plumlov und gehört zum Okres Prostějov.

## Geographie
Die von ausgedehnten Wäldern umgebene Siedlung Baldovec befindet sich im Tal des Baches Bílá voda im Drahaner Bergland. Gegen Nordwesten – an der Mündung des Molenburský potok in die Bílá voda – wird ein Steinbruch betrieben. Unterhalb des Dorfes liegt das Erholungszentrum Baldovec mit knapp 200 Betten und Restaurant. Im Norden erhebt sich der Cerekvisko (553 m. n.m.), südwestlich die Zadky (581 m. n.m.). In der Umgebung liegen zwei mittelalterliche Ortswüstungen: östlich Vaňkouš (Wankus) und nordwestlich Svatoňůvka (Swatoniuwky).
Nachbarorte sind Molenburk im Norden, Niva im Nordosten, Otinoves und Nové Sady im Osten, Rozstání im Südosten, Marianín und Lipovec im Süden, Ostrov u Macochy im Südwesten, Holštejn und Šošůvka im Westen sowie Housko im Nordwesten.

## Geschichte
In dem abgelegenen Grund bestand ursprünglich nur eine einschichtige Wassermühle, die von der Bílá voda angetrieben wurde. Seinen Namen erhielt der Platz nach dem Müller Jira Walda, der die Mühle im 17. Jahrhundert betrieb. Erstmals schriftlich erwähnt wurde Baldovec im Jahre 1722 als Fürst Josef Johann Adam von und zu Liechtenstein das zur Herrschaft Plumenau gehörige Gut Rostein dem großen Majorat des Hauses Liechtenstein zuschlug. Die verbreitete Annahme, dass an der Stelle das um 1466 erloschene Dorf Valdov (Waltow) gestanden habe, wurde in der zweiten Hälfte des 20. Jahrhunderts durch Ervín Černý-Křetínský widerlegt, der Valdov nördlich von Březina lokalisierte.
In den 1830er Jahren war bei der Mühle die Rotte Baldowetz entstanden, die dem Dorf Rostein im Olmützer Kreis zugerechnet war. Bis zur Mitte des 19. Jahrhunderts blieb Baldowetz der Fürstlich Liechtensteinischen Fideikommissherrschaft Plumenau untertänig.
Nach der Aufhebung der Patrimonialherrschaften bildete Baldovec / Baldowetz ab 1850 einen Wohnplatz der Gemeinde Rozstání im Gerichtsbezirk Plumenau. Ab 1869 gehörte Baldovec zum Bezirk Proßnitz. In dieser Zeit setzte in Baldovec eine rege Bautätigkeit ein. Die erste separate demographische Erfassung erfolgte beim Zensus von 1880; zu dieser Zeit hatte die Siedlung bereits 140 Einwohner und bestand aus 23 Häusern. Im Jahre 1900 lebten in Baldovec 210 Personen; 1910 waren es 249. Nach dem Ersten Weltkrieg zerfiel der Vielvölkerstaat Österreich-Ungarn, die Gemeinde wurde 1918 Teil der neu gebildeten Tschechoslowakischen Republik. Beim Zensus von 1921 standen in Baldovec 40 Häuser, die Einwohner wurden bei Rozstání mitgezählt. 1930 bestand Baldovec aus 49 Häusern und hatte 234 Einwohner. Von 1939 bis 1945 gehörte Baldovec / Baldowetz zum Protektorat Böhmen und Mähren. Während der deutschen Besetzung erfolgte 1940 der Beschluss zur Erweiterung des Schießplatzes Wischau zu einem großen Truppenübungsplatz der Wehrmacht. Zu den 33 für die Errichtung des Truppenübungsplatzes Wischau zu räumenden Dörfern gehörte in der dritten, bis 30. April 1944 zu realisierenden Etappe auch Baldovec. Die 290 Einwohner wurden aus den 37 Häusern der Siedlung zwangsausgesiedelt und auf verschiedene Gemeinden in Böhmen und Mähren verstreut. Nach dem Ende des Zweiten Weltkrieges wurde der zerschossene Ort wieder besiedelt. Im Zuge der Gebietsreform von 1960 erlangte Baldovec den Status eines Ortsteils von Rozstání. Im Jahre 1961 hatte Baldovec 250 Einwohner. Beim Zensus von 2001 lebten in den 62 Häusern von Baldovec 120 Personen.

## Ortsgliederung
Der Ortsteil Baldovec ist Teil des Katastralbezirks Rozstání pod Kojálem.

## Sehenswürdigkeiten
- Kapelle